# Plutella
Plutella es un género de polilla de la familia Plutellidae.

## Especies
- Plutella acrodelta  Meyrick, 1931
- Plutella albidorsella  Walsingham, 1881
- Plutella antiphona Meyrick, 1901
- Plutella armoraciae  Busck, 1912
- Plutella australiana Landry & Hebert, 2013
- Plutella capparidis  Swezey, 1920
- Plutella copaquillaensis  Vargas
- Plutella culminata  Meyrick, 1931
- Plutella deltodoma  Meyrick, 1931
- Plutella diluta  Meyrick, 1931
- Plutella geniatella  Zeller, 1839
- Plutella haasi  Staudinger, 1883
- Plutella hyperboreella  Strand, 1902
- Plutella kahakaha Sattler & Robinson, 2001[2]
- Plutella mariae  Rebel, 1823
- Plutella nephelaegis  Meyrick, 1931
- Plutella noholio Sattler & Robinson, 2001[2]
- Plutella notabilis  Busck, 1904
- Plutella omissa  Walsingham, 1889
- Plutella polaris  Zeller, 1880
- Plutella porrectella  (Linnaeus, 1758)
- Plutella psammochroa  Meyrick, 1885
- Plutella rectivittella  Zeller, 1877
- Plutella xylostella  (Linnaeus, 1758)